# Форверк (порода кур)

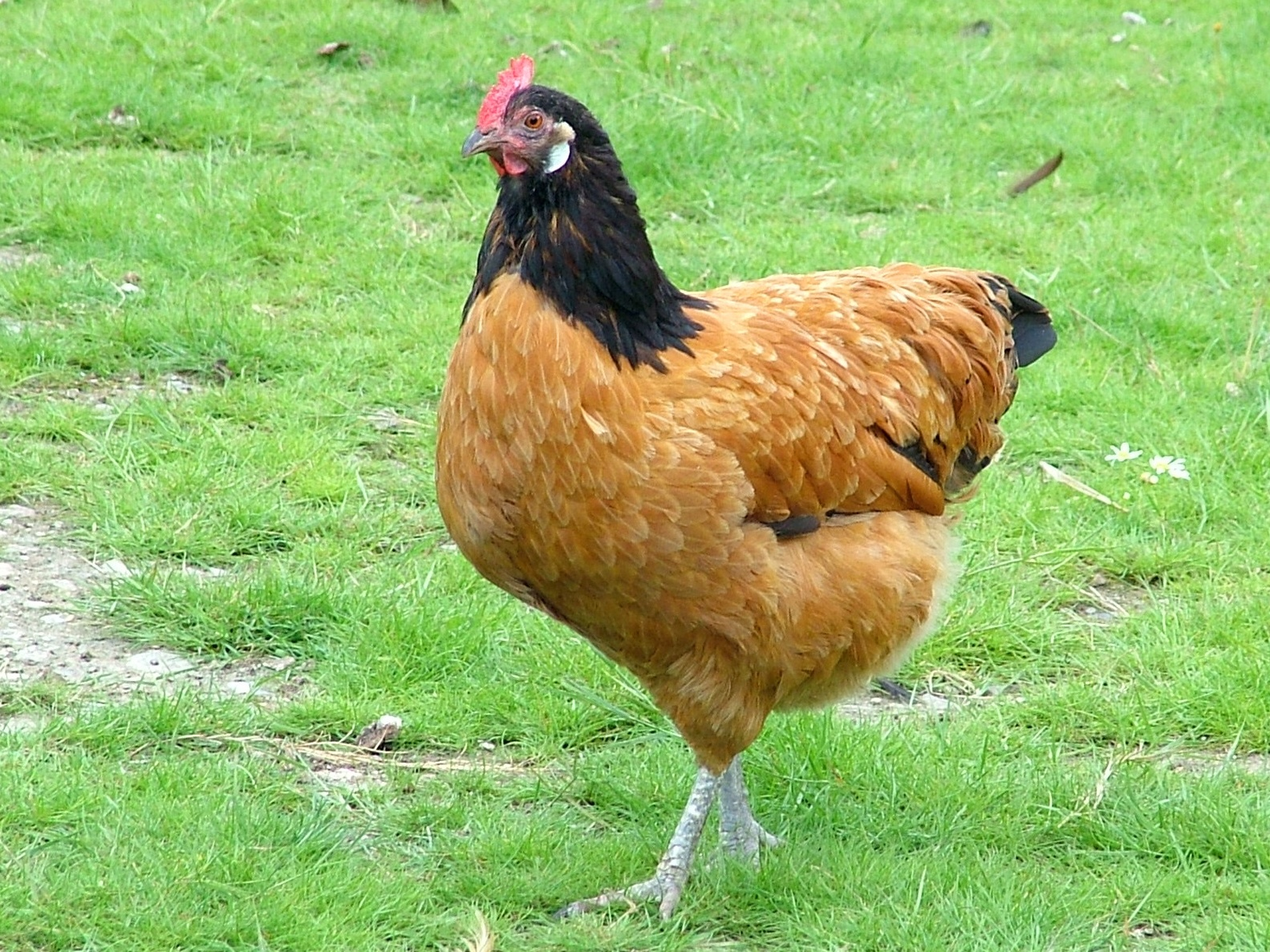

Форверк (нем. Vorwerk) — порода кур мясо-яичного направления продуктивности.
Порода выведена в начале XX века в Гамбурге, автор Оскар Форверк хотел вывести экономически выгодную курицу среднего веса, покладистую, недрачливую и непугливую. При выведении использовались местные деревенские куры, лакенфельдеры, палевые суссексы, палевые орпингтоны, зоттегемские и андалузские куры. Порода признана в 1919 году, разводилась в Саксонии и Силезии. В период Второй мировой войны практически исчезла, восстанавливалась в Тюрингии и Лужице, при скрещивании с род-айлендами, орпингтонами, рамельслоэрами, андалузскими и итальянскими курами.
Среднерослая курица деревенского типа. Сложение мощное и компактное, но костяк не тяжёлый. Туловище закруглённой прямоугольной формы, широкое и глубокое. Спина широкая, слегка покатая. Грудь и живот округлые, у курицы более выражены. Голени мускулистые, цевки тонкие, голубовато-серые. Крылья посажены близко. Хвост компактно сомкнут, у петуха сформирован косицами средней длины, с линией спины образует тупой угол, серповидные перья хорошо закруглены. Шея поставлена прямо и держится гордо. Голова умеренно широкая, лицо красное, покрыто мелкими перьями. Гребень листовидный с равномерными зубцами, у курицы конец гребня может слегка склоняться набок. Ушные мочки белые, часто с красным краем. Цвет глаз от оранжевого-жёлтого до оранжево-красного. Клюв голубовато-серый.
Окрас яркий чёрно-палевый. Оперение туловища густое и бархатистое, насыщенного золотисто-палевого цвета, шея чёрная. Маховые перья с чёрными внутренними опахалами, рулевые перья чёрные. У петуха чёрные косицы хвоста и тонкие чёрные штрихи в пояснице. В ходе восстановления породы был получен и красный окрас, позднее утраченный.
Масса петуха 2,5-3 кг, курицы 1,5-2 кг. Продуктивность хорошая. Яйца крупные, от 55 г, цвет скорлупы яиц от белого до кремового и палевого.
Порода отлично подходит для приусадебных участков и небольших ферм, быстро созревает, отлично кормится на свободном выгуле.
Карликовый форверк выведен, после ряда неуспешных попыток, в 1950-60-х годах, с использованием карликовых барневельдеров с двойным окаймлением. Масса в разных стандартах варьируется: петух весит 0,76-1,1 кг, курица 0,65-0,9 кг.